# Patrice Rushen
Patrice Rushen, pseudonimo di Patrice Louise Rushen (Los Angeles, 30 settembre 1954), è una pianista e cantautrice statunitense nota anche per essere stata membro del gruppo musicale jazz CAB.

## Discografia

### Album in studio
- 1974 – Prelusion
- 1975 – Before the Dawn
- 1977 – Shout It Out
- 1978 – Patrice
- 1979 – Pizzazz
- 1980 – Posh
- 1982 – Straight from the Heart
- 1984 – Now
- 1987 – Watch Out!
- 1994 – Anything but Ordinary
- 1997 – Signature

### Raccolte
- 1976 – Let There Be Funk: The Best of Patrice Rushen
- 1985 – Anthology of Patrice Rushen
- 1996 – Haven't You Heard - The Best of Patrice Rushen
- 1996 – Forget Me Nots and Remind Me
- 2002 – The Essentials: Patrice Rushen
- 2003 – Forget Me Nots and Other Hits

### Singoli
- 1975 – Kickin' Back
- 1977 – Let Your Heart Be Free
- 1977 – The Hump
- 1978 – Changes in Your Life
- 1979 – Hang It Up
- 1979 – When I Found You
- 1980 – Givin' It Up Is Givin' Up
- 1980 – Haven't You Heard
- 1980 – Let the Music Take Me
- 1980 – Look Up
- 1980 – Don't Blame Me
- 1981 – Never Gonna Give You Up (Won't Let You Be)
- 1982 – Forget Me Nots
- 1982 – Breakout!
- 1982 – I Was Tired of Being Alone
- 1982 – Number One
- 1984 – Get Off (You Fascinate Me)
- 1984 – Feels So Real (Won't Let Go)
- 1987 – Watch Out
- 1987 – Anything Can Happen
- 1987 – Come Back to Me
- 1994 – I Do
- 2004 – Forget Me Nots / Number One